# Vasilij Michailovitj Dolgorukov
Vasilij Michailovitj Dolgorukov (ryska: Василий Михайлович Долгоруков), född 1722, död 1782, var en rysk militär.
Dolgorukov erövrade 1771 Krim och erhöll hedersnamnet Krimskij ("den krimske").